# Aprica
Aprica – miejscowość i gmina we Włoszech, w regionie Lombardia, w prowincji Sondrio.
Według danych na rok 2004 gminę zamieszkiwały 1583 osoby, 79,2 os./km².